# Парагуасу (Минас-Жерайс)
Парагуасу (порт. Paraguaçu) — муниципалитет в Бразилии, входит в штат Минас-Жерайс. Составная часть мезорегиона Юг и юго-запад штата Минас-Жерайс. Входит в экономико-статистический микрорегион Алфенас. Население составляет 20 748 человек на 2006 год. Занимает площадь 419 км². Плотность населения — 42,5 чел./км².

## История
Город основан в 1911 году.

## Статистика
- Валовой внутренний продукт на 2003 год составляет 113 225 055,00 реалов (данные: Бразильский институт географии и статистики).
- Валовой внутренний продукт на душу населения на 2003 год составляет 5683,99 реалов (данные: Бразильский институт географии и статистики).
- Индекс развития человеческого потенциала на 2000 год составляет 0,788 (данные: Программа развития ООН).

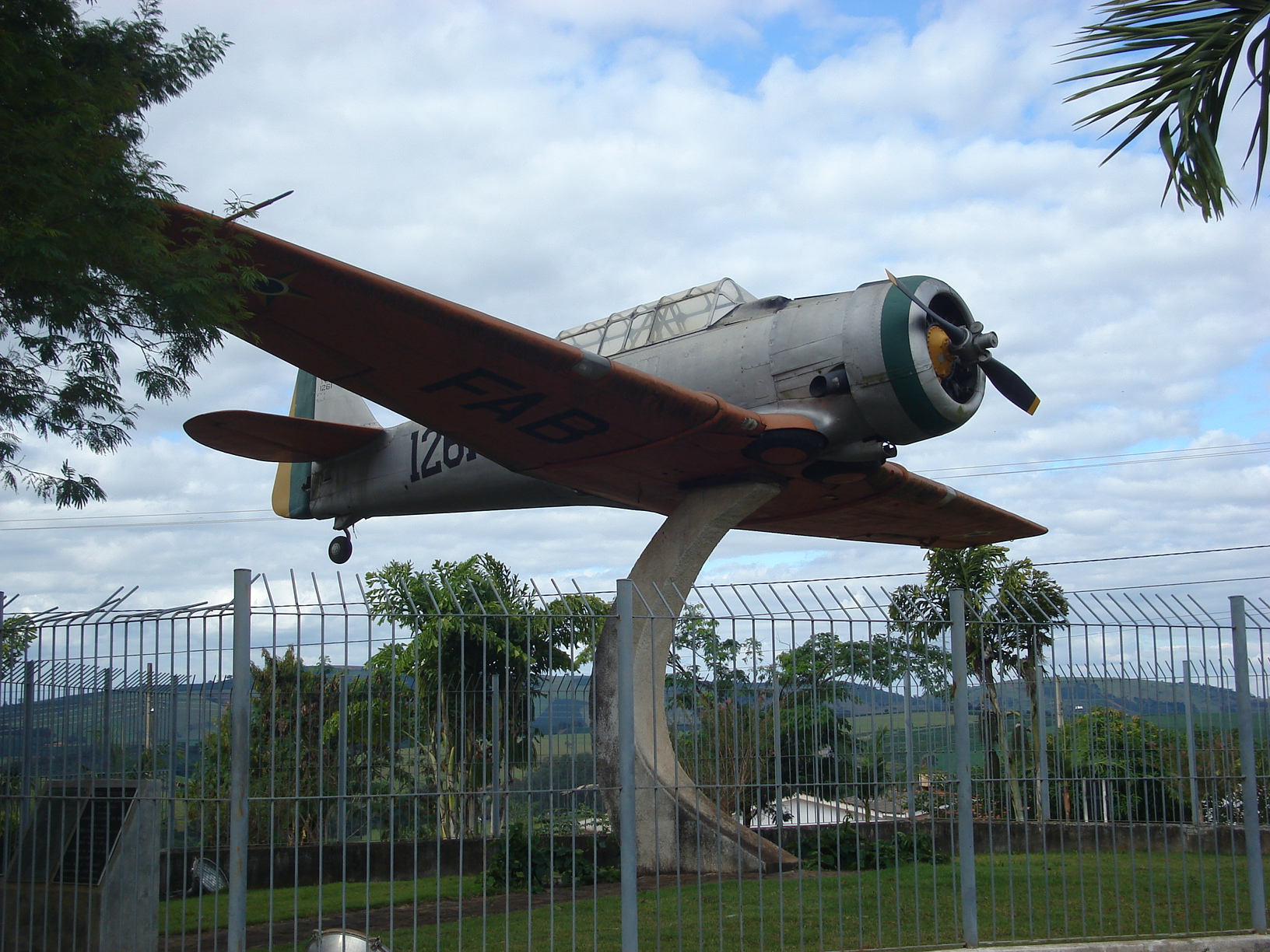